# Sint-Servaasommegang
De Sint-Servaasommegang is een processie in het Vlaams-Brabantse dorp Grimbergen ter ere van de Heilige Servaas.
Deze ommegang vindt plaats om de 3 jaar op 13 mei of de zondag erna. In 2005, ter gelegenheid van 725 jaar Sint-Servaasverering, organiseerde men voor het eerste een Sint-Servaasevocatie.
De ommegang bevat steeds een religieus, historisch en folkloristisch gedeelte.  In de ommegang worden naast de patroon van de parochie en de stichter van de Abdij van Grimbergen (de Heilige Norbertus), ook de patroonheiligen van de omliggende parochies vereerd: Onze-Lieve-Vrouw (Beigem), Sint-Rumoldus (Humbeek) en Sint-Amandus (Strombeek-Bever).  
Deze eeuwenoude traditie werd tijdens de tweede beeldenstorm en in de jaren 1960 even onderbroken, maar werd door burgemeester Jos Mensalt (1926-2000) in 1976 opnieuw hervat.